# Манас (аэропорт)
Международный аэропорт Мана́с (кирг. Манас эл аралык аба майданы; ИАТА: BSZ, ИКАО: UCFM) — аэропорт Бишкека, столицы Кыргызстана. Расположен в 23 км к северо-западу от города на территории Чуйской области. Назван именем героя киргизского эпоса по инициативе писателя Чингиза Айтматова. Является главным филиалом компании ОАО "Аэропорты Кыргызстана"
До 2014 года в аэропорту располагалась авиабаза и центр транзитных перевозок ВВС США «Манас».

## История
Октябрь 1974 — аэропорт принял первый самолёт — Ил-62 с председателем Совета министров СССР Алексеем Косыгиным на борту.
4 мая 1975 — был совершён первый регулярный рейс в Москву («Домодедово»).
Октябрь 1981 — все функции столичного аэропорта были переданы из старого аэропорта в аэропорт «Манас».
Апрель 2001 — образовано ОАО «Международный аэропорт „Манас“». Конец января 2025 — эксплуатант получил новое наименование: ОАО «Аэропорты Кыргызстана».

## Технические данные
Аэродром «Манас» относится к классу «4Е» (по классификации ИКАО), может принимать все типы воздушных судов. Классификационное число ВПП (PCN) 53/R/A/X/T. Метеоминимум аэродрома 30×300 м. Перрон площадью 242 000 м2 имеет 38 стоянок для средне- и дальнемагистральных самолётов и 2 телескопических трапа.
В связи с исчерпанием технического ресурса, физическим и моральным износом, требуется полная замена радиолокаторов на аэродроме «Манас».

## Авиакомпании и направления

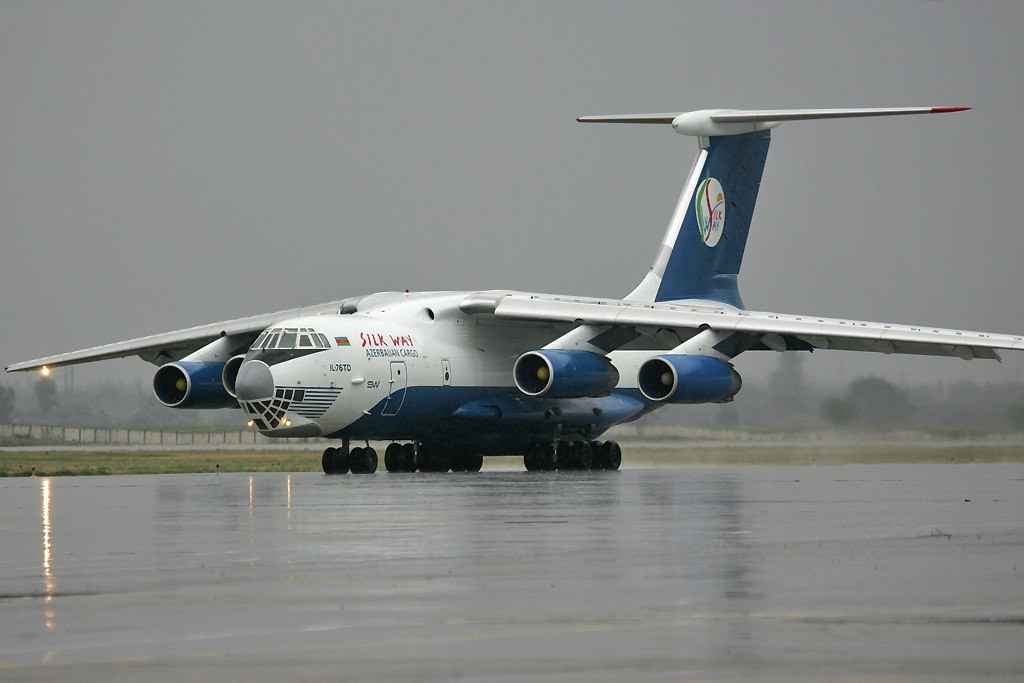
Грузовой Ил-76 авиакомпании Silk Way Airlines в аэропорту Манас

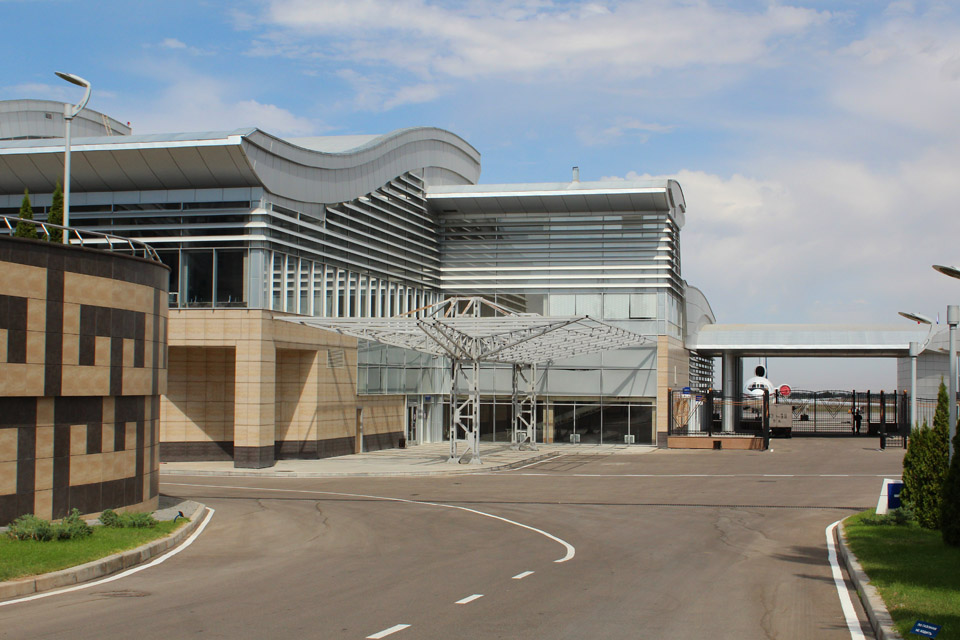
Терминал Манас-2

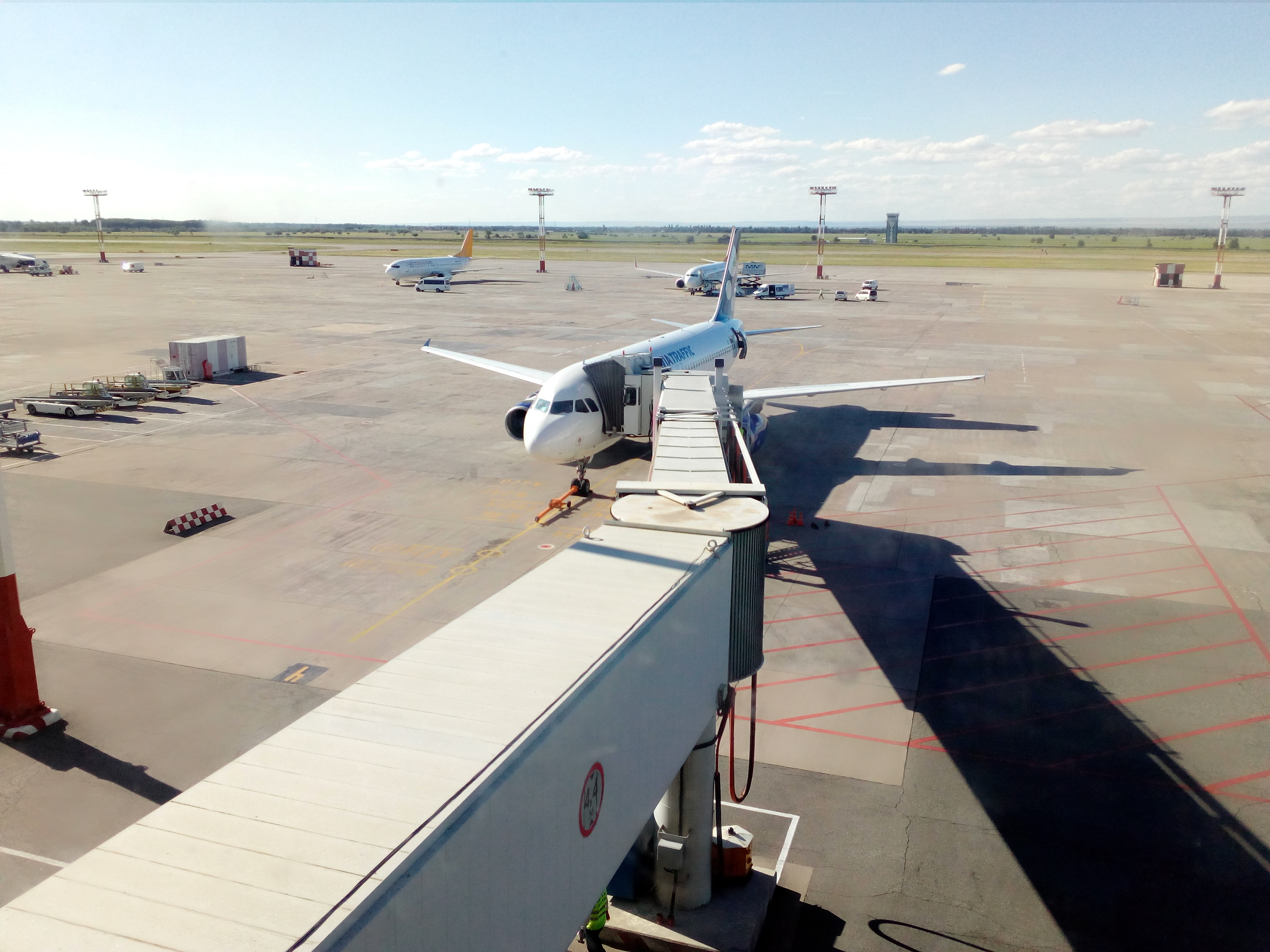
Вид на перрон из терминала аэропорта Манас

На апрель 2025 года согласно расписанию аэропорта Манас. Обслуживаются рейсы следующих авиакомпаний:

## Руководство
Акции аэропорта принадлежат следующим лицам:
- 79,05 % акций — находится у государства, в лице Фонда управления государственным имуществом при Правительстве КР.
- 8,46 % акций — находится у государства в лице Социального фонда КР.
- 12,48 % акций — находится у прочих юридических и физических лиц[5].

## Группа аэропортов «Манас»
Под управлением компании ОАО «Аэропорты Кыргызстана» находятся 11 действующих аэропортов: 5 международных и 6 региональных, в том числе:
1. Международный аэропорт Манас (Бишкек)
2. Международный аэропорт Баткен
3. Международный аэропорт Каракол
4. Международный аэропорт Ош
5. Международный Аэропорт Иссык-Куль
6. Аэропорт Джалал-Абад
7. Аэропорт Раззаков (Исфана) (en)
8. Аэропорт Казарман (en)
9. Аэропорт Нарын (en)
10. Аэропорт Талас (en)
11. Аэропорт Караван (Кербен) (en)

## Авиапроисшествия и катастрофы
- 22 октября 2002 Ил-62 российской авиакомпании «Третьяково», выполнявший технический рейс из Москвы («Домодедово»), из-за грубых ошибок экипажа при посадке выкатился за пределы полосы ВПП и разрушился[7].
- 26 сентября 2006 Ту-154 авиакомпании «Алтын Эйр» при разбеге задел крылом американский топливозаправщик KC-135, оказавшийся на ВПП. Ту-154 удалось взлететь и благополучно приземлиться, на KC-135 возник пожар и он сгорел[8].
- 24 августа 2008 Boeing 737-200 авиакомпании «Итек Эйр», выполнявший рейс иранской авиакомпании Iran Aseman Airlines, потерпел катастрофу во время захода на посадку в 2 км от аэропорта «Манас»[9].
- 16 января 2017 Boeing 747-400F авиакомпании MyCargo Airlines, выполнявший рейс турецкой авиакомпании Turkish Airlines, потерпел катастрофу во время посадки[10].
- 1 марта 2018 года British Avro RJ85 с регистрацией EX-27005 авиакомпании Tez Jet Airlines, выполнявший рейс 107 Бишкек-Баткен, после взлета из-за отказа двигателя совершил аварийную посадку в аэропорту Манас г. Бишкек.